# LUZP4
LUZP4 (англ. Leucine zipper protein 4) – білок, який кодується однойменним геном, розташованим у людей на довгому плечі X-хромосоми. Довжина поліпептидного ланцюга білка становить 313 амінокислот, а молекулярна маса — 35 937.
| 10         |  | 20         |  | 30         |  | 40         |  | 50         |
| ---------- |  | ---------- |  | ---------- |  | ---------- |  | ---------- |
| MASFRKLTLS |  | EKVPPNHPSR |  | KKVNFLDMSL |  | DDIIIYKELE |  | GTNAEEEKNK |
| RQNHSKKESP |  | SRQQSKAHRH |  | RHRRGYSRCR |  | SNSEEGNHDK |  | KPSQKPSGFK |
| SGQHPLNGQP |  | LIEQEKCSDN |  | YEAQAEKNQG |  | QSEGNQHQSE |  | GNPDKSEESQ |
| GQPEENHHSE |  | RSRNHLERSL |  | SQSDRSQGQL |  | KRHHPQYERS |  | HGQYKRSHGQ |
| SERSHGHSER |  | SHGHSERSHG |  | HSERSHGHSK |  | RSRSQGDLVD |  | TQSDLIATQR |
| DLIATQKDLI |  | ATQRDLIATQ |  | RDLIVTQRDL |  | VATERDLINQ |  | SGRSHGQSER |
| HQRYSTGKNT |  | ITT        |  |            |  |            |  |            |

A: Аланін

C: Цистеїн

D: Аспарагінова кислота

E: Глутамінова кислота

F: Фенілаланін

G: Гліцин

H: Гістидин

I: Ізолейцин

K: Лізин

L: Лейцин

M: Метіонін

N: Аспарагін

P: Пролін

Q: Глутамін

R: Аргінін

S: Серин

T: Треонін

V: Валін

Кодований геном білок за функцією належить до фосфопротеїнів. 
Задіяний у таких біологічних процесах, як транспорт, транспорт мРНК, альтернативний сплайсинг. 
Білок має сайт для зв'язування з РНК. 
Локалізований у цитоплазмі, ядрі.